# Station Stresow
Stresow is een S-Bahnstation in het noordwestelijke Berlijnse stadsdeel Spandau. In 1846 opende het eerste spoorwegstation op de locatie van het huidige station Stresow. Hoewel het niet bijzonder centraal gelegen is (de Spandause binnenstad bevindt zich verder naar het westen, aan de overzijde van de rivier de Havel), was Stresow lange tijd het belangrijkste station van de tot 1920 zelfstandige stad Spandau en heette het zelfs ooit Spandau Hauptbahnhof. Deze functie werd in de jaren 1990 echter definitief overgenomen door het nieuwe station Berlin-Spandau. Station Stresow, genoemd naar de gelijknamige wijk waarin het ligt, is tegenwoordig een eenvoudige halte en wordt bediend door de S-Bahn van Berlijn.

## Geschiedenis

### Het eerste station van Spandau
De stad Spandau werd in 1846 aangesloten op het spoorwegnet met de opening van de Berlin-Hamburger Bahn. Omdat Spandau nog een vesting was, gaven de militaire autoriteiten geen toestemming voor de bouw van een station nabij de binnenstad en kwam het Spandause station op de oostoever van de Havel te liggen, op de locatie van het huidige station Stresow. Naast het perron verrees een twee etages tellend stationsgebouw, dat nog altijd staat.
In 1871 opende de spoorverbinding tussen Berlijn en Hannover, de Berlin-Lehrter Eisenbahn, die bij Spandau van de Hamburger Bahn aftakt. Inmiddels mocht er wel bij de oude stad gebouwd worden en verrees aan de westzijde van de Havel het station van de Lehrter Bahn. Het oude station van Spandau werd voortaan Hamburger Bahnhof genoemd. Nadat beide spoorwegmaatschappijen waren genationaliseerd, werd het Hamburger Bahnhof in 1890 het gemeenschappelijke reizigersstation van de Hamburger en Lehrter Bahn en kreeg het de naam Spandau Personenbahnhof. In het tot Spandau Güterbahnhof omgedoopte Lehrter Bahnhof werd voortaan alleen goederenvervoer afgehandeld.

### Spandau Hauptbahnhof
Aan het begin van de 20e eeuw werd het Spandause spoorwegemplacement volledig herbouwd. Er kwamen gescheiden sporen voor het langeafstandsverkeer, regionale treinen en goederenvervoer, alle verhoogd gelegen op een spoordijk, en er werd een nieuwe, hogere spoorbrug over de Havel gebouwd. Nieuw was ook de Spandauer Vorortbahn, een stadsspoorlijn die, in het oosten van Spandau aftakkend van de Hamburger-Lehrter Bahn, via Pichelsberg naar de Stadtbahn voert. Op het terrein van het goederenstation op de westoever van de Havel, het voormalige Lehrter Bahnhof, werd opnieuw een station voor reizigers geopend: Spandau West. Ter onderscheiding van dit station, waar alleen voorstadstreinen stopten, werd Spandau Personenbahnhof in 1911 hernoemd tot Spandau Hauptbahnhof.
Het voor de nieuwe spoorindeling herbouwde Hauptbahnhof beschikte nu over zes sporen langs drie eilandperrons, waarvan de twee buitenste voor het langeafstandsverkeer bestemd waren. Aan het middelste perron stopten voorstadstreinen van de Spandauer Vorortbahn, goederentreinen passeerden Spandau Hauptbahnhof aan de zuidkant.
Aan het eind van de jaren 1920 begon men een groot aantal (voor)stadsspoorlijnen in en om Berlijn te elektrificeren, hetgeen uiteindelijk tot de vorming van het S-Bahnnet zou leiden. In 1928 was de Spandauer Vorortbahn aan de beurt en gingen elektrische treinen via Spandau Hauptbahnhof rijden naar Spandau West. Het voorstadsverkeer naar het ten westen van Spandau gelegen Havelland bleef met stoomtreinen geëxploiteerd worden. De verlenging van de S-Bahn naar Wustermark en Nauen werd vertraagd door de uitbraak van de Tweede Wereldoorlog.
Inmiddels was Spandau door de vorming van Groot-Berlijn in 1920 een deel van de Duitse hoofdstad geworden. In 1936 werd de naam van Spandau Hauptbahnhof aan de nieuwe situatie aangepast: voortaan heette het station Berlin-Spandau.
Aan het einde van de Tweede Wereldoorlog werd de spoorbrug over de Havel opgeblazen, waardoor het S-Bahnverkeer naar Spandau West tot 1947 gestremd was en in station Spandau eindigde. In 1951 kwam eindelijk de elektrificatie van de sporen naar Nauen en Wustermark gereed en werd ook het traject Spandau - Jungfernheide (langs de Hamburger-Lehrter Bahn) voor S-Bahnverkeer ingericht. De met stoomtractie bedreven voorstadslijnen verdwenen echter uit Spandau, daar deze tot de nieuwe westelijke eindpunten van de S-Bahn werden ingekort.

### Verval
Duitsland was inmiddels in tweeën gedeeld, maar in Berlijn werden alle spoorlijnen, ook die in het westen van de stad, geëxploiteerd door de Oost-Duitse spoorwegen, de Deutsche Reichsbahn (DR). In 1952 sloot de DR, met uitzondering van station Zoologischer Garten, alle hoofdlijnstations in West-Berlijn. In station Spandau bleef alleen de S-Bahndienst over de Spandauer Vorortbahn over; transittreinen richting Hamburg reden voorbij zonder te stoppen en werden later, vooral na de bouw van de Berlijnse Muur in 1961, omgeleid via het controlestation Griebnitzsee.
Deze situatie duurde voort tot 1976, toen de regeringen van de Bondsrepubliek en de DDR een nieuwe overeenkomst sloten over het treinverkeer tussen Berlijn en West-Duitsland. Er werd een nieuw grensstation gebouwd in Staaken, in het westen van Spandau, zodat de omweg via Griebnitzsee kon vervallen. Transittreinen tussen Berlijn en Hamburg gingen weer stoppen in het station van Spandau. De S-Bahn was echter een slechter lot beschoren, daar dit door de Oost-Duitse spoorwegen bedreven vervoermiddel na de bouw van de Muur massaal werd geboycot in West-Berlijn. Het aantal reizigers daalde sterk en de dienstregeling werd steeds verder uitgedund. In 1980 legde de DR na een staking van het West-Berlijnse S-Bahnpersoneel grote delen van het westelijke S-Bahnnet geheel stil. Ook de lijnen naar Spandau sneuvelden.

### Een nieuwe rol
Na de val van de Muur in 1989 won station Spandau weer aan betekenis. De regionale treinen van en naar het Havelland keerden terug, het treinverkeer tussen Berlijn en Hamburg nam toe en ook de Lehrter Bahn, de spoorlijn naar Hannover, werd weer voor langeafstandstreinen in gebruik genomen.
In samenhang met de modernisering van de spoorlijnen naar Hannover en Hamburg, die voor hoge snelheden geschikt werden gemaakt, besloot men het hoofdlijnstation van Spandau te verplaatsen richting de binnenstad, een al lang gekoesterde wens. Tussen 1996 en 1998 verrees aan de overzijde van de Havel, op de locatie van station Spandau West, het station dat tegenwoordig de naam Berlin-Spandau draagt. Het oude station Berlin-Spandau sloot op 19 mei 1997 zijn deuren.
Wederom werd het Spandause spooremplacement heringericht. Men verplaatste de S-Bahnsporen van de herbouwde Spandauer Vorortbahn naar het noorden van de spoorbaan, waartoe bij de aftakking een brug over de hoofdlijn werd gebouwd. Op de locatie van wat ooit Spandau Hauptbahnhof was verrees een eenvoudige S-Bahnhalte met een eilandperron. Op 30 december 1998 opende het nieuwe station Stresow zijn deuren en werd de S-Bahnlijn naar Spandau weer in gebruik genomen.